# Démaratos
Démaratos nebo Démarátos (starořecky Δημάρατος) byl spartský král z královské dynastie Eurypontovců. Vládl přibližně od roku 515 př. n. l. do roku 491 př. n. l.. Jeho spolukrálem z královského rodu Agiovců byl Kleomenés I.
Démaratos byl následníkem (možná i synem) krále Aristona, který byl po dvou manželstvích bezdětný a syn Démaratos se mu narodil až třetím manželství. Ariston měl však zpočátku pochybnosti, zda je jeho, protože se narodil dříve než předpokládal, ale nakonec ho uznal za svého. Panování Demarata bylo zčásti možná i proto poznamenány neshodami s jeho spolukrálem Kleomenem I.
V roce 514 př. n. l. v Athénách zavraždili nenáviděného tyrana Hipparcha a jeho místo zaujal Hippias, který však nevedl o nic lepší politiku a již v roce 510 př. n. l. ho Athéňané i za pomoci Sparťanů vyhnali z Athén. Hippias poté odešel do Persie, kde byl později králi Dareiovi I. důležitým vojenským poradcem. Dalším Archonem (Archon eponymos) se v Aténách stal Isagoras za podpory jeho starého přítele spartského krále Kleomena. Obyvatelé Atén se ale opět vzbouřili, protože jejich podporu měl Kleisthenés (reprezentant lidu) a Isagoras i Kleomenes museli nedobrovolně Atény opustit. Následná vojenská výprava Sparty proti Aténám skončila fiaskem pro neshody při jejím vedení mezi králi Sparty Demaratem a Kleomenem. Po těchto událostech se ve Spartě přijal zákon zakazující vést vojenskou výpravu současně oběma králi.
Asi o deset let později se maloasijští Řekové vzbouřili proti perské nadvládě. Povstání vypuklo v Milétu a do jeho čela se postavil tyran Milétu Aristagorás, který požádal o vojenskou pomoc Spartu i Atény. V Spartě nepochodil, ale Athény mu poskytly dvacet lodí. Tuto skutečnost si perský král Dareios I. zapsal do paměti a Athény se tím dostaly na seznam potenciálních cílů vojenské výpravy Peršanů v blízké budoucnosti. V dalších letech ještě během potlačování povstání Řeků v Malé Asii Peršané postupně dobyli území Bosporu a Thrákie a v roce 494 př. n. l. povstání maloasijských Řeků v Milétu definitivně krvavě potlačili. Dalším cílem Dareia I. se už tentokrát stalo Řecko a to hlavně Athény, proto rozeslal posly do řeckých států s požadavkem o "vodu a zem" tj. podřídit se perské moci. Poslové přišli i do Sparty, která již tehdy svůj postoj k Peršanům změnila. Dokud Spartě nehrozilo bezprostřední nebezpečí, snažila se z opatrnosti nezasahovat do perských záležitostí, ale tentokrát rozhořčený dav dva posly hodil do studny. Podle zákonů Sparty byla však vražda posla činem nepoctivým, proto se dobrovolně přihlásili dva Sparťané, aby za to zaplatili svými životy.
Nedaleký řecký ostrovní stát Ejina perské žádosti vyhověl a spartský král Kleomenes se je za to rozhodl potrestat. Spolukrál Démaratos byl ale zásadně proti a tím se nepřátelství mezi králi ještě více prohloubilo. Kleomenes na to obvinil Demarata, že vládne neprávem, protože není synem krále. Celá tato záležitost se dostala až do Delf, kde bylo toto obvinění potvrzeno a Démaratos byl zbaven trůnu a jeho místo obsadil Leótychidas syn Menarea z královského rodu Eurypontovců (stalo se to v roce 491 př. n. l.). Leótychidas nenáviděl Demarata, protože mu v minulosti přebral snoubenku Perkalu dceru Chilóna a oženil se s ní. Démaratovi proto nezbývalo nic jiného jen utéci a své útočiště hledat u perského krále Dareia.
Historik Herodotos nám zanechal zajímavou informaci týkající se Demarata, píše, že byl jediným spartský králem, který dosáhl olympijské vítězství a to v soutěži čtyřspřeží. Demaratem odeslaná utajená zpráva na dřevěné tabulce zalitá voskem ze Sús do Sparty je zaznamenána také Hérodotem. Démaratos na ní oznámil svým rodákům rozhodnutí perského krále Xerxa I. zaútočit na Řecko. Herodotos se ale zamýšlí nad tím, jaké úmysly vedly Demarata při jejím odesílání, protože v té době byl psancem.
Když v roce 480 př. n. l. Xerxes zaútočil na Řecko píše opět Herodotos, Démaratos doprovázel perského krále. Na otázku krále,  co si myslí o vojácích Sparty, odpověděl: "Pokud nebudu pravdou šetřit, nebudou se ti moje slova líbit, ale donutil si mě, abych ty nejpravdivější slova pronesl."A v pokračujícím rozhovoru popisujícím morální sílu Sparťanů řekl Xerxovi tato slova:"Sparťané, když bojují za sebe po jednom, nejsou o nic lepšími bojovníky od jiných, ale společně jsou nejlepší ze všech mužů. I když jsou svobodní, nejsou svobodní ve všem, jejich pánem je zákon a toho se obávají více než tebe. Konají, co jim káže a když jim káže, aby neutíkali před jakýmkoli množstvím nepřátel, vytrvají na svém místě, ať zvítězí nebo zahynou."